# 下保昭
下保 昭（かほ あきら、1927年（昭和2年）3月3日 - 2018年（平成30年）8月7日）は、昭和から平成時代の日本画家。

## 経歴
1927年（昭和2年）富山県砺波市に生まれる。第1回富山県展（審査員に小坂勝人、櫻井鴻有）で富山市民賞を受賞し安嶋雨晶の紹介で1949年青甲社に入り、西山翠嶂に師事。日展を舞台に活動し特選白寿賞2回及び菊華賞や文部大臣賞などを受賞。1970年には、43歳で日展評議員に選任される。1982年日本芸術大賞、1985年に芸術選奨文部大臣賞。1988年に日展を脱会してからは一貫して山水を主題とする水墨画を追及。1990年京都市文化功労者、第3回MOA岡田茂吉賞、2000年北日本新聞文化賞、2002年京都府文化賞特別功労賞、2004年旭日小綬章。2018年8月7日、肺癌のため死去。91歳没。
門下に川島睦郎、重岡良子、山崎隆夫ら多数。
富山県水墨美術館には「下保昭作品室（常設展示室）」があり、約150点を収蔵、随時15点ほど展示している。

## 作品
- 「港が見える」
- 「裏街」
- 「火口原」
- 「沼」
- 「遥」
- 「山峡」[5]
- 「水墨黄山」シリーズ
- 「近江八景」連作
- 「日本の山水」シリーズ
- 「白雲日月」
- 「湖上霊峰」
- 「長江満月」
- 「黄岳朝陽」
- 「彩雲暁粧」